# دشرة (فلم)
دشرة فيلم رعب تونسي من تأليف وإخراج عبد الحميد بوشناق، وبطولة كل من ياسمين ديماسي وعزيز جبالي وبلال سلاطنية وبحري الرحالي. وهو أول فيلم رعب تونسي، صدر على شاشات العرض التونسية في 8 نوفمبر 2018. عرض (دشرة) بمهرجان البندقية 2018، ويعتبر أول فيلم تونسي يحقق أرباحا (على المستوى المالي وعدد المشاهدين)، خاصة وأنه لم يحض بمساعدة من الدولة، أو من ممولين خواص تونسيين أو أجانب.
الفيلم يحكي قصة 3 شباب جامعيين يدرسون بكلية الإعلام، يستكشفون سر قرية تونسية. في 2020 أُتيج الفيلم للعرض عبر الشبكة الأمريكية نتفليكس.

## قصة الفيلم
تقوم ياسمين، وهي طالبة في مجال الصحافة، وصديقاها وليد وبلال، بالتحقيق في حالة منجية التي لم تُحل بعد، وهي امرأة عُثر عليها نصف مذبوحة قبل20 سنة، وتُعتقل الآن في مستشفى الأمراض العقلية، ويُشتبه في قيامها بممارسة السحر الأسود والشعوذة. ويقودهم تحقيقهم إلى الدشرة، وهي قرية قديمة ومعزولة في الجبال التونسية. في حين أن رئيس القرية يدعوهم للبقاء ليلة، تجد ياسمين نفسها مختلطة مع أسرار الدشرة الثقيلة وليس لديها خيار سوى القتال من أجل بقائها.

## طاقم التمثيل
- ياسمين ديماسي بدور (ياسمين)
- عزيز جبالي بدور (وليد)
- بلال سلاطنية بدور (بلال)
- بحري رحالي بدور (بشير)
- هالة عياد بدور (منجية)
- هادي الماجري

## عن الفيلم
«دشرة» هو أول فيلم رعب تونسي، تم اختياره بالفعل في مهرجان البندقية السينمائي
، في مهرجان فيلا السينمائي الدولي مهرجان SPLAT FILM FEST الدولي، حيث فاز الفيلم بأكثر الأفلام رعبًا في مهرجان القاهرة السينمائي الدولي في نوفمبر 2018. وفي مهرجان Gëteborg للأفلام في قسم الأصوات الجديدة.
عرض كعرض خاص خارج المسابقة الرسمية في الدورة 29 لأيام قرطاج السنمائية بتونس.
أعلن المخرج عبد الحميد بوشناق أن «دشرة» سيكون متاحا على منصة نتفليكس ابتداءً من تاريخ 6 يونيو 2020.
ليصبح «دشرة» أول فيلم رعب تونسي على موقع نتفليكس.

## وصلات خارجية
- مقالات تستعمل روابط فنية بلا صلة مع ويكي بيانات
- فيلم دشرة على قاعدة بيانات الأفلام العربية